# 市川笑三郎 (3代目)
三代目 市川 笑三郎（さんだいめ いちかわ えみさぶろう、1970年〈昭和45年〉5月6日 - ）は、日本の歌舞伎役者。本名は福井 浩二（ふくい こうじ）。屋号は澤瀉屋、紋は三ツ寄り替り澤瀉。日本舞踊紫派藤間流の名執「藤間可笑」として家元補佐も務める。岐阜県中津川市出身。血液型はA型。好きな言葉は「輝」。趣味は「歌・作詞」。

## 略歴
1994年
- 3月　猿之助の部屋子となる[5]。錦織星辰に出演[6]。

1998年
- 『四谷怪談』の四谷様、『伊勢音頭恋寝刃』の万野を務める[3]。
- 7月　歌舞伎座「義経千本桜」四の切の静御前で名題昇進[5]。

2004年
- 1月　文化庁「平成15年度「言葉」について考える体験事業」、三重県伊勢市いせトピア[7]

2006年
- 3月　花形若手歌舞伎公演『猿之助十八番の内　當世流小栗判官』市川猿之助（演出）、石川耕士（補綴・演出）　お槙[8]

2008年
- 11月　第2回山口県総合芸術文化祭　創作舞台公演「長門鯨回向外伝」脚本・演出[9][10]。

2009年
- 2月　『長門ふるさと大使』に就任[11][12]。
- 7月　伝統歌舞伎保存会会員となる。

2010年
- 4月　日本舞踊の紫派藤間流　二代目家元代行となる。
- 9月　大阪・新歌舞伎座　新開場記念公演柿葺落「吉野山」静御前。「太閤三番叟」淀の方。
- 11月　NHK教育『にほんごであそぼ』♪たのしやかぶき～振付。

2011年
- 5月　初世・藤間紫三回忌追善舞踊会流舞「藤は紫」振付。
- 8月　公益財団法人東京都歴史文化財団主催「伝統wa感動」邦楽解体新書　ナビゲーター。
- 10月　新橋演舞場「義賢最期」小万。「當世流小栗判官」お槙。
- 10月　岩手県平泉町旧観自在院跡伝統芸能フェスティバルin平泉「静と知盛」。

2012年
- 9月　公文協西コース松竹大歌舞伎「熊谷陣屋」相模。
- 10月　三越劇場　新派名作撰公演「小春狂言」振付・構成。芸者小光。
- 10月～　エコール・プチピエ・銀座　紫派藤間流 藤間可笑舞踊教室責任講師になる[13][リンク切れ]。

2013年
- 3月　NHK Eテレてれび絵本『浮世絵えほん・東海道五十三次シリーズ　(全10話)』　語り手。
- 9月　あいちトリエンナーレ2013プロデュースオペラ「蝶々夫人（田尾下 哲・演出）」振付。
- 10月　三越劇場　新派125年　新派名作選公演「婦系図」柏屋小芳[14]。
- 12月　京都南座　顔見世（襲名披露興行）「厳島招檜扇」佛御前実は九重姫。

2014年
- 6月　公文協中央コース松竹大歌舞伎「太閤三番叟」振付。
- 7月　歌舞伎座　七月大歌舞伎「正札附根元草摺」小林妹舞鶴。「修禅寺物語」姉娘 桂。
- 9月　中津川ふるさと応援隊員に登録。
- 11月　明治座　花形歌舞伎「四天王楓江戸粧」和泉式部。

2015年
- 3月24日　NHK総合「世界遺産ドリームツアー」 プレゼンターとして静御前の扮装で登場。
- 5月4日　国立劇場　初世・藤間紫七回忌追善舞踊会 「蝶の道行」助國「艶紫澤瀉揃」 構成・振付。
- 10・11月　新橋演舞場　スーパー歌舞伎ll 「ワンピース」 初演：ニョン婆 (グロリオーサ)。
- 12月　第22回神奈川国際芸術フェスティバルオペラ「金閣寺」 (田尾下　哲・演出) 　所作指導[15][16]。

2016年
- 2月10日　名古屋　super winds ＆ percussion コンサート「兵士の物語」 語り手としてゲスト出演。
- 5月8日　芸道三十周年記念祝宴　屋形船三浦にて。
- 7月　歌舞伎座　七月大歌舞伎 「柳影澤蛍火」 お伝の方。「壽三升景清」　阿古屋。
- 12月8日　母校の中津川市立坂下中学校主催による先輩講演会に講師として招かれる。
- 12月16日　ギャラリーレクチャー「歌舞伎夜話」初登場（歌舞伎座タワー5階ギャラリー）。

2017年
- 1月　新橋演舞場壽新春大歌舞伎　三代目市川右團次襲名披露　二代目市川右近初舞台「雙生隅田川」乳母 長尾。「義賢最期」小万。
- 7月　中津川市観光大使となる[17]。
- 3月　八潮市文化振興講演会[18]

2018年
- 8月　新橋演舞場「新作歌舞伎 NARUTO -ナルト-」 大蛇丸

2019年
- 6月　京都南座「新開場記念 新作歌舞伎　NARUTO -ナルト-」 大蛇丸／うずまきクシナ[19]

2021年
- 2月　永田町・日枝神社にて紫派藤間流家元継承の儀。初代の孫で女優の藤間爽子が三代目藤間紫として家元に就任。二代目家元代行であった可笑は引き続き「家元補佐」として一門を支える[13][リンク切れ]。
- 6月　歌舞伎座「日蓮 ─愛を知る鬼（ひと）─」 賤女おどろ
- 10月　佐世保アルカスSASEBO「伝統芸能 華の舞 — 市川右團次、市川右近親子 初登場！」[5]

## 受賞歴
- 1990年 (平成2年)　松竹社長賞[17]
- 1994年 (平成6年)　第15回松尾芸能賞「新人賞」、歌舞伎座賞[17]
- 1995年 (平成7年)　松竹会長賞[17]
- 1996年 (平成8年)　国立劇場奨励賞[17]
- 1998年 (平成10年)　歌舞伎座賞[17]
- 2003年 (平成15年)　国立劇場優秀賞[17]

## 出演

### テレビドラマ
- VIVANT 第6話 - 最終話（2023年8月20日 - 9月17日、TBS） - 高田明敏 役[20][21]

### 映画
- 富士山と、コーヒーと、しあわせの数式（2025年10月24日公開予定） - 島田 役[22]